# Тургеневка (Крым)
Турге́невка (до 1945 года Теберти́; укр. Тургенєвка, крымскотат. Teberti, Теберти) — село в Бахчисарайском районе Республики Крым, в составе Железнодорожненского сельского поселения (согласно административно-территориальному делению Украины — Железнодорожненкого сельского совета Бахчисарайского района Автономной Республики Крым).

## Население
| 2001 | 2014  |
| ---- | ----- |
| 1274 | ↗1359 |

Всеукраинская перепись 2001 года показала следующее распределение по носителям языка
| Язык             | Процент |
| ---------------- | ------- |
| русский          | 58.01   |
| крымскотатарский | 33.2    |
| украинский       | 6.44    |
| другие           | 0.71    |

### Динамика численности
| - 1805 год — 174 чел. - 1864 год — 407 чел. - 1886 год — 479 чел. - 1887 год — 633 чел. - 1892 год — 582 чел. - 1897 год — 734 чел. - 1902 год — 582 чел. | - 1915 год — 656/101 чел. - 1926 год — 890 чел. - 1939 год — 970 чел. - 1989 год — 1163 чел. - 2001 год — 1274 чел. - 2009 год — 1335 чел. - 2014 год — 1359 чел. |

## География
Село расположилось на левом (южном) склоне долина реки Кача в центральной части района, в 6 километрах от Бахчисарая, у начала северо-западных склонов Второй Гряды в продольной долине между Внешней и Внутренней грядами Крымских гор, высота центра села над уровнем моря 187 м. Ближайшие железнодорожные станции — платформа 1501 км (2,5 км.) и станция Сирень в 3 километрах. Транспортное сообщение осуществляется по региональной автодороге 35Н-073 Белокаменное — шоссе 35Р-001 (Симферополь — Севастополь) (по украинской классификации — С-0-10235).

## Современное состояние
На 2016 год в Тургеневке 17 улиц и 3 переулка, площадь села 74 гектара, на которой в 441 дворе, по данным сельсовета, на 2009 год, числилось 1335 жителей. Ранее входило в состав совхоза им. Коминтерна. В селе действует церковь иконы Божией Матери «Казанская», средняя общеобразовательная школа (с 1996 года — с углубленным изучением крымскотатарского языка), действуют детский сад, клуб и фельдшерско-акушерский пункт.

## История
История Теберти — таково исконное название деревни — прослеживается с XV века, в исторических документах времён Крымского ханства встречается в «Османском реестре земельных владений Южного Крыма 1680-х годов», согласно которому в 1686 году (1097 год хиджры) 5 землевладельцев — жителей Тиберди, все мусульмане, владели участками земли в селениях Отар-Саласы и Уппы. В российских документах впервые встречается в Камеральном описании Крыма 1784 года как деревня бакчи-сарайскаго каймаканства Бакче-сарайскаго кадылыка Теберты. После присоединения Крыма к России (8) 19 апреля 1783 года, (8) 19 февраля 1784 года, именным указом Екатерины II сенату, на территории бывшего Крымского Ханства была образована Таврическая область и деревня была приписана к Симферопольскому уезду. После Павловских реформ, с 1796 по 1802 год, входила в Акмечетский уезд Новороссийской губернии. По новому административному делению, после создания 8 (20) октября 1802 года Таврической губернии, Теберти был включён в состав Чоргунской волости Симферопольского уезда.

По составленной в 1805 году Ведомости о всех селениях в Симферопольском уезде состоящих с показанием в которой волости сколько числом дворов и душ… от 9 октября 1805 года, в Теберти числилось 28 дворов со 174 государственными крестьянами крымскими татарами. На военно-топографической карте генерал-майора Мухина 1817 года зафиксировано в деревне 35 дворов. После реформы волостного деления 1829 года Теберти, согласно «Ведомости о казённых волостях Таврической губернии 1829 года», включили в состав Дуванкойской волости (преобразованной из Чоргунской). Шарль Монтандон в своём «Путеводителе путешественника по Крыму, украшенный картами, планами, видами и виньетами…» 1833 года так характеризует Тиберти
Эта довольно протяженная деревня не имеет ничего такого, что могло бы задержать путешественников или привлечь их внимание.
 На карте 1836 года в деревне 50 дворов, как и на карте 1842 года.
В 1860-х годах, после реформе Александра II, волости перекроили вновь и Теберти отнесли в Каралезскую волость. По «Списку населённых мест Таврической губернии по сведениям 1864 года», Теберти — общинная татарская деревня, с 64 дворами, 2 мечетями и 407 жителями при фонтане. По обследованиям профессора А. Н. Козловского начала 1860-х годов, селение обеспечивалось водой из многочисленных родников. На трёхверстовой карте Шуберта 1865—1876 года обозначено 58 дворов. На 1886 год в деревне Теберти, согласно справочнику «Волости и важнѣйшія селенія Европейской Россіи», проживало 479 человек в 100 домохозяйствах, действовали 2 мечети По «Памятной книге Таврической губернии 1889 года», по данным X ревизии 1887 года, в деревне было 123 двора и 633 жителя(на подробной карте 1890 года — 124 двора с исключительно крымскотатарским населением). В 1889 году в деревне открыли мужскую земскую школу, которая, судя по сохранившемуся в Крымском архиве документу от 13 апреля 1905 года о назначении попечителя в мужское татарское училище, (уровень средней школы), со временем было повышено в статусе.
После земской реформы 1890-х годов деревня осталась в составе преобразованной Каралезской волости. Согласно «…Памятной книжке Таврической губернии на 1892 год», в деревне Теберти, входившей в Тебертинское сельское общество, числилось 582 жителя в 86 домохозяйствах. 886 десятин земли были в общей собственности. По результатам Всероссийской переписи 1897 года в Теберти получилось 734 жителя, из которых 731 крымский татарин. В конце XIX — начале XX века Теберти было известно в Крыму, как основной поставщик ржаной соломы для упаковки элитных фруктов. Воз соломы (30—40 пудов) стоил с доставкой, например, в Алушту, стоил 10—12 рублей. По «…Памятной книжке Таврической губернии на 1902 год» в деревне Теберти, входившей в Тебертинское сельское общество, числились всё те же 582 жителя в 90 домохозяйствах. По Статистическому справочнику Таврической губернии. Ч.II-я. Статистический очерк, выпуск шестой Симферопольский уезд, 1915 год, в деревне Теберти Каралезской волости Симферопольского уезда числилось 138 дворов с татарским населением в количестве 656 человек приписных жителей и 101 — «посторонних». В общем владении было 697 десятин удобной земли и 14 десятин неудобий, все дворы с землёй. В хозяйствах имелось 253 лошадей, 8 волов, 63 коров, 75 телят и жеребят и 140 голов мелкого скота.
После установления в Крыму Советской власти, по постановлению Крымревкома от 8 января 1921 года была упразднена волостная система и село вошло в состав Бахчисарайского района Симферопольского уезда, а в 1922 году уезды получили название округов. 11 октября 1923 года, согласно постановлению ВЦИК, в административное деление Крымской АССР были внесены изменения, в результате которых округа были отменены и основной административной единицей стал Бахчисарайский район и село включили в его состав. Согласно Списку населённых пунктов Крымской АССР по Всесоюзной переписи 17 декабря 1926 года, в селе Теберти, центре Тебертинского сельсовета Бахчисарайского района, числилось 223 двора, из них 216 крестьянских, население составляло 890 человек (426 мужчин и 464 женщины). В национальном отношении учтено: 815 татар, 44 русских, 18 украинцев, 4 греков, 5 армян, 4 записаны в графе «прочие», действовала татарская школа. По данным всесоюзной переписи населения 1939 года в селе проживало 970 человек.

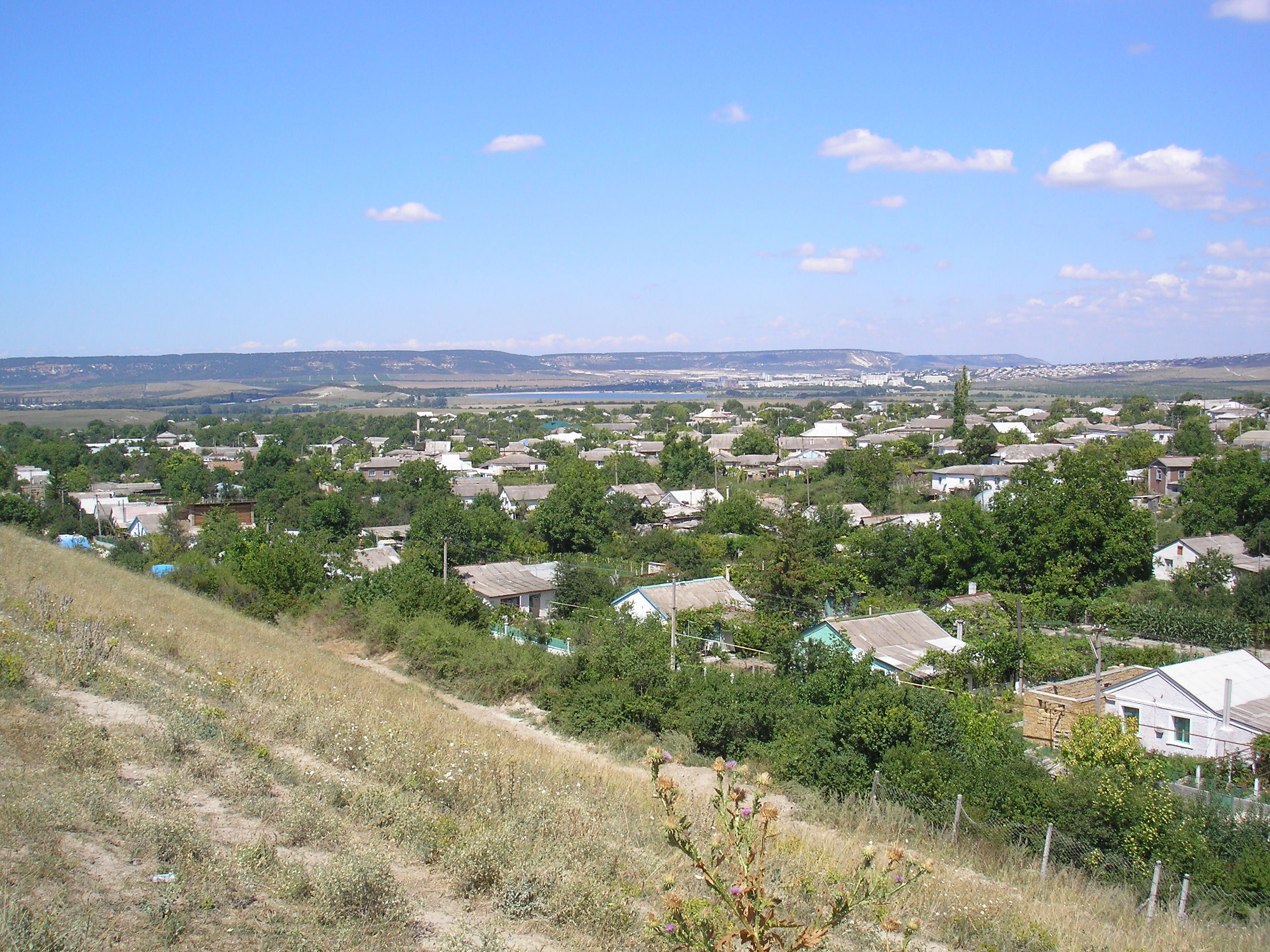
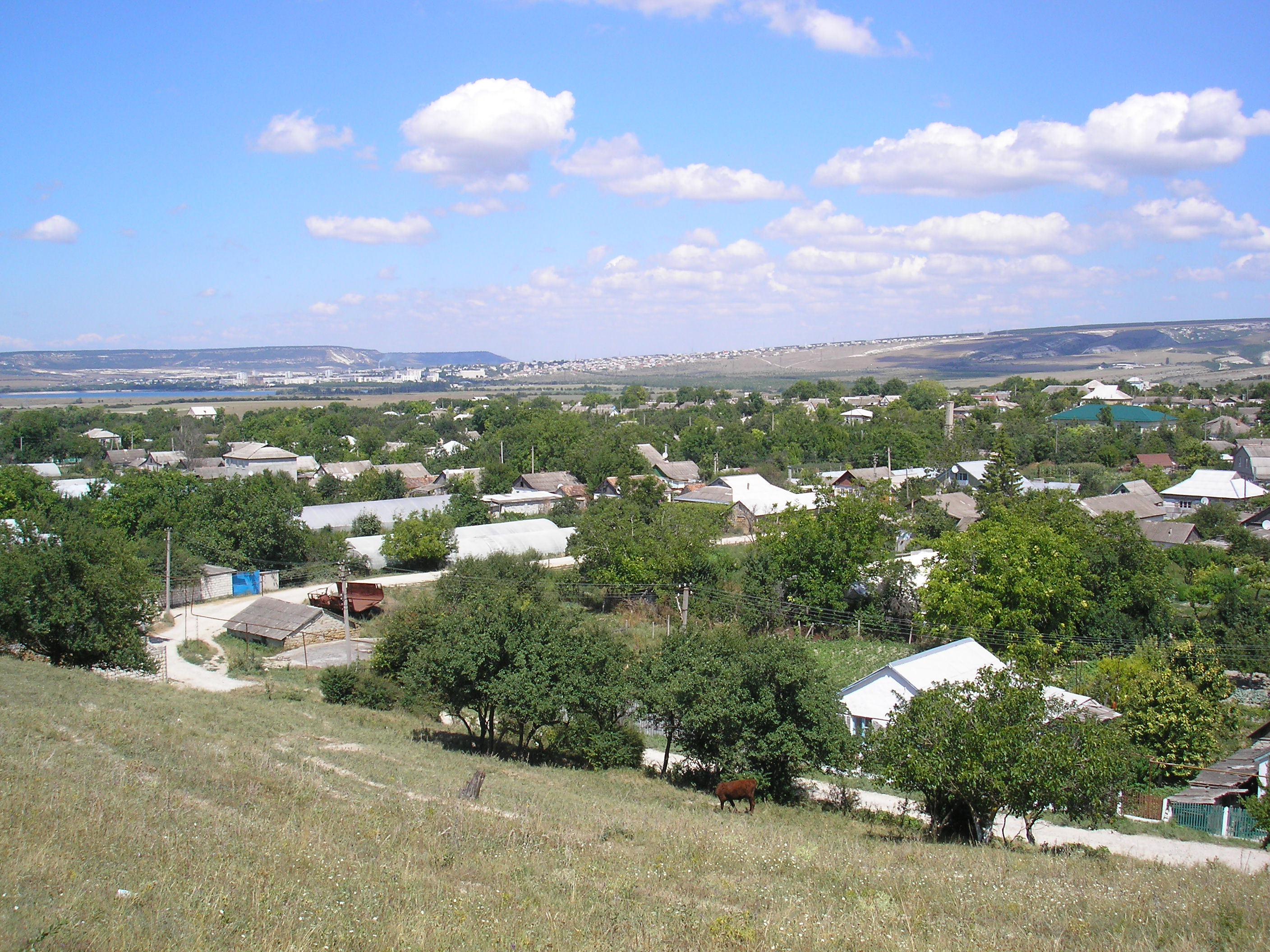
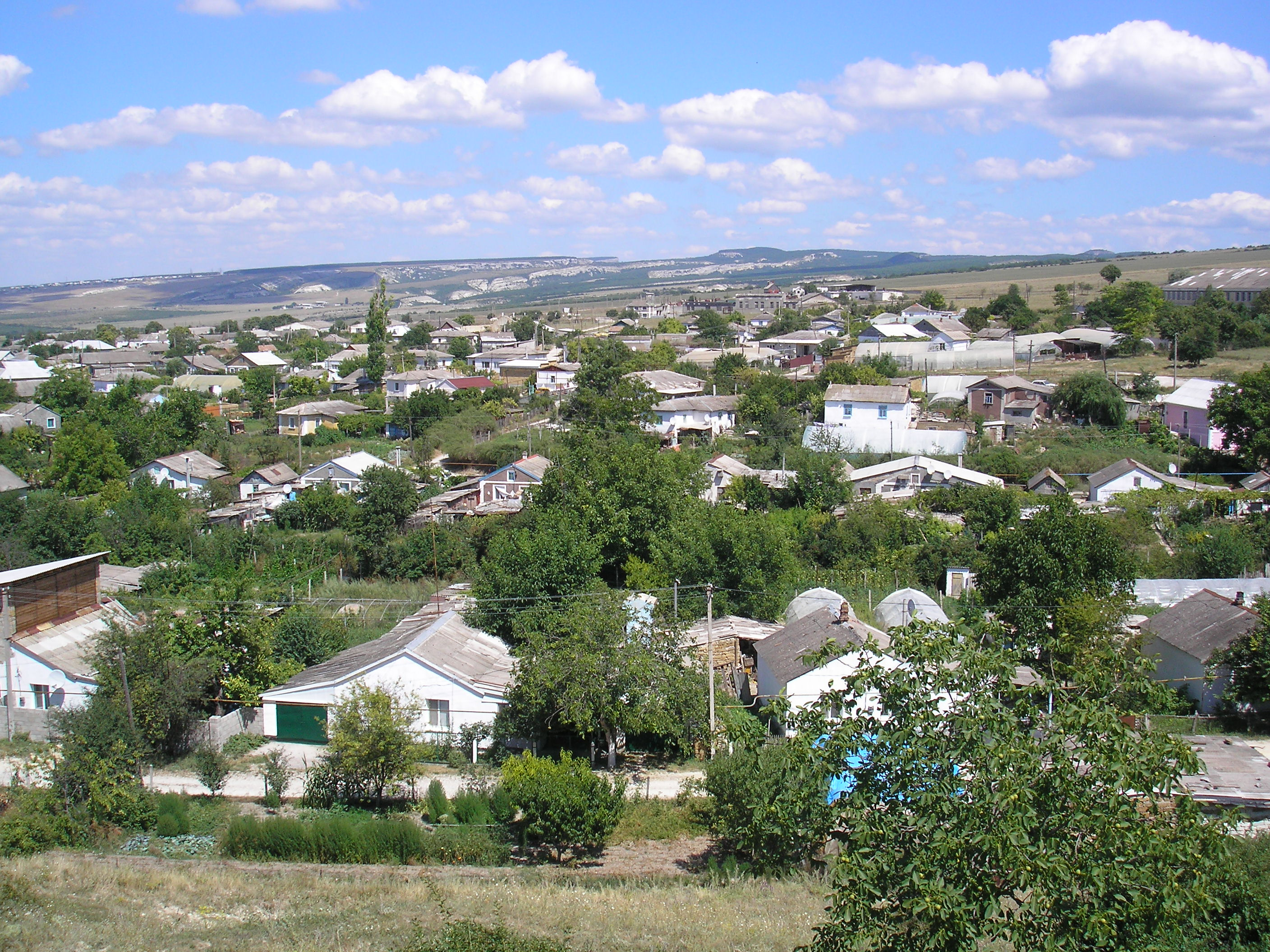
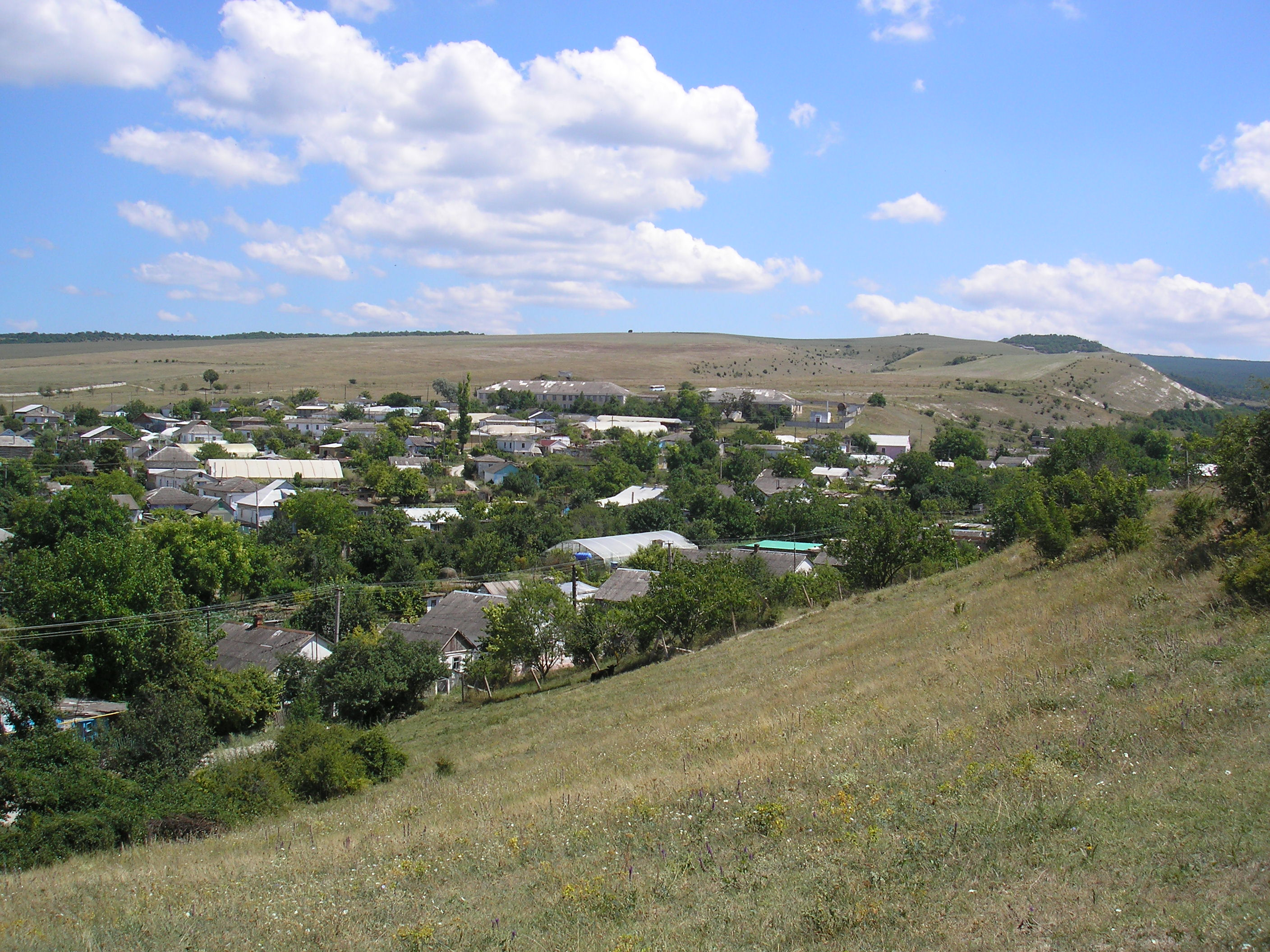
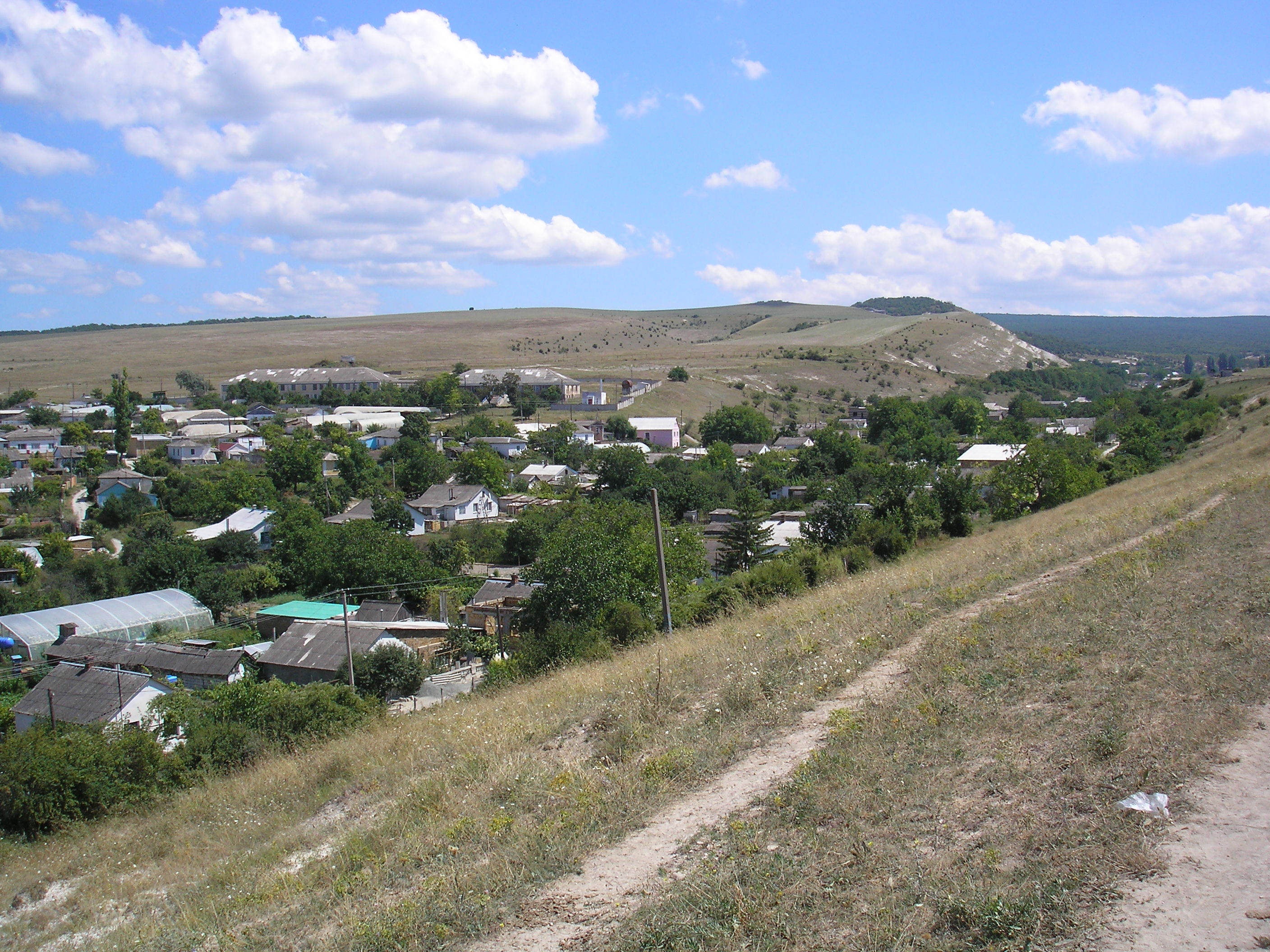

После освобождения Крыма в апреле 1944 года, 18 мая того же года, согласно Постановлению ГКО № 5859 от 11 мая 1944 года все крымские татары были депортированы в Среднюю Азию. 12 августа 1944 года было принято постановление № ГОКО-6372с «О переселении колхозников в районы Крыма», по которому в район из Орловской и Брянской областей РСФСР переселялись 6000 колхозников. 21 августа 1945 года, по указу Президиума Верховного Совета РСФСР, Теберти переименовали в Тургеневку (Тебертинский сельсовет в Тургеневский), в честь лётчика, майора Павла Степановича Тургенева, погибшего при освобождении Крыма в районе села в мае 1944 года. С 25 июня 1946 года Тургеневка в составе Крымской области РСФСР. На 1953 год Тургеневка ещё была центром совета, в который также входили населённые пункты Дачное, совхоз Коминтерн, ж-д станция Сирень и Длинное. 26 апреля 1954 года Крымская область была передана из состава РСФСР в состав УССР. Время упразднения сельсовета пока не установлено: на 15 июня 1960 года село в составе Предущельненского сельсовета, на 1968 год — в составе упразднённого впоследствии Подгородненского, в 1970 году колхоз «Красный Крым» реорганизован в совхоз им. Коминтерна, тогда же село включили в состав Железнодорожненского сельсовета. По данным переписи 1989 года в селе проживало 1163 человек. С 12 февраля 1991 года село в восстановленной Крымской АССР, 26 февраля 1992 года переименованной в Автономную Республику Крым. С 21 марта 2014 года — в составе Республики Крым России.

## Транспорт
Тургеневка связана автобусным сообщением с Симферополем и Бахчисараем.